# Xã Adams, Quận Muskingum, Ohio
Xã Adams (tiếng Anh: Adams Township) là một xã thuộc quận Muskingum, tiểu bang Ohio, Hoa Kỳ. Năm 2010, dân số của xã này là 548 người.